# 利维坦 (霍布斯)
《利维坦》（英語：Leviathan），又譯為《巨靈論》，全名为《利维坦，或教会国家和市民国家的实质、形式、权力》（英語：Leviathan or The Matter, Forme and Power of a Common Wealth Ecclesiastical and Civil），是托马斯·霍布斯于1651年出版的著作。“利维坦”原为《旧约圣经》记载的一种怪兽，在本书用来比喻强势的国家。该书系统阐述了国家学说，探讨了社会的结构，其中的人性论、社会契约论、以及国家的本质和作用等思想在西方世界产生了深远影响，是西方著名和有影响力的政治哲学著作之一。

## 内容
《利維坦》全书分为四部分，分别为“论人”、“论国家”、“论基督教国家”、“论黑暗王国”。该書寫於英國內戰進行之時。在這書中霍布斯陳述他對社會基礎與政府合法性的看法。在人類的自然狀態下，有一些人可能比別人更強壯或更聰明，但沒有一個會強壯到或聰明到不怕在暴力下死亡。當受到死亡威脅時，在自然狀態下的人必然會盡一切所能來保護他自己。霍布斯認為保護自己免於暴力死亡就是人類最高的必要，而權力就是來自於必要。
在自然狀態下，每個人都需要世界上的每樣東西，也有拿取每樣東西的權力。但世界上的東西都是不足的，所以就有持續的，基於權力的「所有人對所有人的戰爭」。人生在自然狀態下是「孤獨、貧窮、齷齪、粗暴又短命」（xiii）。
自然狀態下的戰爭並非對人最有利的狀態。霍布斯認為人因為自利和對物質的慾求，會想要結束戰爭——「使人傾向於和平的熱忱其實是怕死，以及對於舒適生活之必要東西的慾求和殷勤獲取這些東西的盼望」（xiii, 14)。
霍布斯認為社會要和平就必需要有社會契約。社會是一群人在一個威權之下，而每個人都將所有的自然權力交付給這威權，讓它來維持內部和平和進行外部防禦，只保留自己免於一死的權力。這個主權，無論是君主制、貴族制或民主制（霍布斯較中意君主制），都必須是一個「利維坦」，一個絕對的威權。
對霍布斯而言，法律就是要確保契約的執行。利維坦國家在防止人對人的攻擊以及保持國家的統合方面是有無限威權的。至於其他方面，國家是完全不管的。只要一個人不去傷害別人，國家主權是不會去干涉他的。（不過，在國家主權之上並沒有任何更高的權力可以防止國家破壞這規則。）國家主權也要保持內部的平等。

## 論人

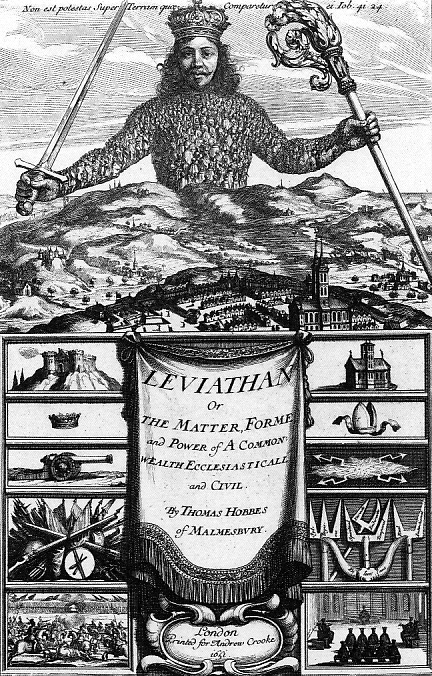
托马斯·霍布斯的著作《利维坦》扉页插图

霍布斯以討論人性作為本書的首部分。他將一個人類描述為一種不斷變動的事物，他試圖通過實例來指出人類的一切都可以用唯物的方式呈現，也就是說，無需訴諸一外在於人類心靈、非物質的靈魂或是能力。
霍布斯接著將這種術語定義清楚。 善和惡不過是用來形容一個人的喜好和慾望的術語，而這些喜好和慾望也只是喜好接近或遠離某對象的心中傾向。 他指出當時最有影響力的政治神學，經院哲學，之所以興盛發展是建立將許多日常用語混淆在一塊，像是“無形的物質”一詞，這對於霍布斯而言就是一種詞語上的矛盾。
霍布斯在描述人類心理時，完全沒有提及“至善”，這是過去的權威主張。不僅是在概念的“至善”是多餘的，並且從人類慾望的多變性來看，也不可能有這樣的事物。因此，任何政治共同體若希望提供其成員最大的利益，將會被這種目標所分裂，因為沒有人可以決定什麼是最大的利益。
其結果將是內戰。
然而，霍布斯指出有“至惡”（summum malum），即最大邪惡的存在。此即對暴力死亡的恐懼。 一個政治共同體可以建立在此種恐懼上。
既然沒有“至善”，自然狀態下的人就不會組成一個最尋求最大公共利益的政治團體。但在一個政治共同體之外，則是一個無政府的狀態。 有鑑於人類本性與慾望的多變性，以及對稀缺資源的需要以滿足這些慾望，自然狀態，如霍布斯所稱這個無政府主義的情況，必然是一切人對一切人的戰爭（bellum omnium contra omnes），亦即所有人之間的戰爭。即使兩個人不爭鬥，也不能保證一人不會因為其財產或是某種受屈的榮譽感試圖殺死另一人，所以他們必須不斷地對彼此抱持戒心。甚至搶先攻擊自己的鄰居，也是非常合理的。
因此，在人人相互為敵的戰爭時期所產生的一切，也會在人們只能依靠自己的體力與創造能力來保障生活的時期中產生。在這種狀況下，產業是無法存在的，因為其成果不穩定。這樣一來，舉凡土地的栽培、航海、外洋進口商品的運用、舒適的建築、移動與卸除須費巨大力量的物體的工具、地貌的知識、時間的記載、文藝、文學、社會等等都將不存在。
最糟糕的是人們不斷處於暴力死亡的恐懼和危險中，人的生活孤獨、貧困、卑污、殘忍而短壽。 
因此，如何避免自然狀態變成了政治思考的核心。這種思考往往與自然法思想密切相關，但霍布斯認為這不應該稱作「法」，因為沒有人可以有能力加以實行。人類理性最關注的便是尋求和平，但當和平無法達成時便會思考如何以戰爭取得最大利益。霍布斯明白指出在自然狀態中沒有正義的存在，每個人對於任何事物都能夠聲稱自己具有所有權。自然法的第二守則即是，任何人都應該放棄主張擁有一切事物，當其他人也願意如此做的時候，藉此遠離自然狀態，並且建立一個有權統治這些事務的共和國。霍布斯總結第一部分，指出能夠落實上述兩條的另外17條自然法原則，並且回答一個主權國家當人民不同意其存在時，這個主權代表了什麼意義。

## 論國家

### 論國家
第二部的開頭便論述一個國家存在的目的：「我們看見天生愛好自由和統治他人的人類生活在國家之中，使自己受到束縛，他們的終極動機、目的或企圖是預想要通過這樣的方式保全自己並因此而得到更為滿意的生活；也就是說，要使自己脫離戰爭的悲慘狀況。正像第八章中所說明的，沒有有形的力量使人們畏服、並以刑法之威約束他們履行信約和遵守第十四、十五章兩章中所列舉的自然法時，這種戰爭狀況便是人類自然激情的必然結果。」國家是在所有人都同意以下方式所成立的：「人人都向每一個其他的人說：我承認這個人或這個集體，並放棄我管理自己的權利，把它授與這人或這個集體，但條件是你也把自己的權利拿出來授與他，並以同樣的方式承認他的一切行為。」
主權有12個主要權利：
1. 由於他們訂立了信約，這便意味著他們不再受任何與此相反的舊信約的約束了。這樣說來，已經按約建立一個國家的人，由於因此而受信約束縛必須承認某一個人的行為與裁斷，按照法律說來，不得到這人的允許便不能在自己之間訂立新信約，在任何事物方面服從任何另一個人。
2. 因為被他們推為主權者的那個人承當大家的人格的權利只是由於他們彼此間的信約所授與的，而不是由他對他們之中任何人的信約所授予的，於是在主權者方面便不會違反信約；這樣一來，他的臣民便不能以取消主權作藉口解除對他的服從。
3. 由於多數人以彼此同意的意見宣佈了一個主權者，原先持異議的人這時便必需同意其余人的意見；也就是說，他必須心甘情願地聲明承認這個主權者所作的一切行為，否則其他的人就有正當的理由殺掉他。
4. 由於按約建立國家之後，每一個臣民便都是按約建立的主權者一切行為與裁斷的授權者，所以就可以得出一個推論說：主權者所做的任何事情對任何臣民都不可能構成侵害，而臣民中任何人也沒有理由控告他不義，因為一個人根據另一個人的授權做出任何事情時，在這一樁事情上不可能對授權者構成侵害。
5. 根據以上所說的道理看來，處死一個主權者，或臣民以任何方式對主權者加以其他懲罰都是不義的。
6. 決定哪些學說和意見有害於和平，哪些有利於和平，決定對人民大眾講話時什麼人在什麼情況下和什麼程度內應受到信任、以及決定在一切書籍出版前，其中的學說應當由誰來審查等都屬於主權範圍。因之，主權者便有權審定意見和學說，或任命全體審定人，把這事當成和平所必需的事，像這樣來防止糾紛和內戰。
7. 主權還包括以下的全部權力，即訂立規章，使每一個人都知道哪些財物是他所能享有的，哪些行為是他所能做的，其他臣民任何人不得妨害。
8. 司法權也屬於主權的範圍。這就是聽審並裁決一切有關世俗法與自然法以及有關事實的爭執的權利。
9. 與其他國家和民族宣戰媾和的權利也是主權範圍內的權利。
10. 平時和戰時一切參議人員、大臣、地方長官和官吏的甄選權也屬於主權範圍。
11. 交付給主權者的權力中還有根據他事先制定的法律對每一臣民頒賜榮銜爵祿之權以及施行體刑、罰金與名譽刑之權。
12. 必須有榮銜法規，並且還要有一個公開的尺度來衡量對國家有功或者有才能為國立功的人的身價；此外還必須有某一些握有武力來執行這些法律的人。

霍布斯明確反對的權力分離的想法，像是以後美國憲法的三權分立。第6部分可能是過去比較沒有重視的部份，他主張媒體審查並且反對言論自由，只要這對於主權的統治有所危害。“管辖权的方式有两种：一种是根据世代生育的方式，另一种是由征服而取得的。”162   前者叫做宗法的管辖权，后者叫做专制管辖权。

#### 國家的類型
國家的類型有三個形式（君主制、貴族制、民主）。

國家的區別在於主權者的不同，也就是在於代表全體群眾和其中每一個人的人有差別。統治權不操在一人手中便操在多人組成的會議手中。而會議則要不是每一個人都有權進入，便是並非每一個人、而只有不同於其他人的某些人才有權進入，因此我們便顯然可以看出，國家只有三種。因為代表者必然不是一個人便是許多人。如果是許多人，便不是全體組成的會議，就是一部分人組成的會議。當代表者只是一個人的時候，國家就是君主國，如果是集在一起的全部人的會議時便是民主國家或平民國家，如果只是一部分人組成的會議便稱為貴族國家。

而且就只有這三種：

此外就不可能有其他的國家了。因為主權必然是不歸一個人握有，就要由許多人握有，或全體握有的一個不可分割的整體，這一點我在前面已經說明了。在歷史和政治書籍中還有其他的政體名稱，如僭主政體和寡頭政體等。但這些並不是另外的政府形式的名稱，而只是同一類政府形式遭人憎惡時的名稱。因為在君主政體之下感到不滿的人就稱之為僭主政體，而不高興貴族政體的人就稱之為寡頭政體。同樣的道理，在民主政體之下感到不滿的人就稱之為無政府狀態，意思就是沒有政府的狀態。但我認為任何人都不會相信，沒有政府也算是一種新的政府。根據這同一理由，人們也不應當在他們喜歡某種政府時便認為它是某種政府，而在不喜歡或受到統治者壓迫的時候又認為它是另一種政府。

在實際的考量之下，君主制是最好的：

這三種國家的差別不在於權力的不同，而在於取得和平與人民安全（按約建立國家的目的）的方法上互有差別。如果把君主政體和另外兩種政體加以比較，我們就可以看出：第一，不論任何人承當人民的人格、或是成為承當人民人格的會議中的成員時，也具有其本身的自然人身份。他在政治身份方面雖然留意謀求公共福利，但他會同樣或更多地留意謀求他自己以及他的家屬和親友的私人利益。在大多數情形下，當公私利益衝突的時候，他就會先顧個人的利益，因為人們的感情的力量一般說來比理智更為強大。從這一點就可以得出一個結論說：公私利益結合得最緊密的地方，公共利益所得到的推進也最大。在君主國家中，私人利益和公共利益是同一回事。君主的財富、權力和尊榮只可能來自人民的財富、權力和榮譽。因為臣民如果窮困，鄙賤或由於貧乏、四分五裂而積弱，以致不能作戰禦敵時，君主也就不可能富裕、光榮與安全。然而在民主政體或貴族政體中，公眾的繁榮對於貪污腐化或具有野心者的私人幸運說來，所能給予的東西往往不如奸詐的建議、欺騙的行為或內戰所給予的那樣多。

#### 繼承
繼承權永遠與主權密切相關。民主和貴族的繼承制較為簡單，君主制則相對困難：

關於繼承權的問題，最大的困難發生在君主政府之中，這種困難所以產生是因為初看起來誰將指定繼位者不明確，有許多時候他所指定的繼位者是誰也不明確。因為在這兩種情況下需要運用的推理都比每一個人一般慣於運用的更嚴格。

因為在一般人都沒有仔細思考。 然而，繼承絕對是君主的天賦權力：

關於具有主權的君主的繼承者由誰指定的問題，（因為選任的國王和王侯並不具有主權的所有權，而只具有使用權），我們要考慮的情形是：要不是在位的國王有權規定繼承問題，便是這種權利又重新歸於散亂無紀的群眾之中。因為在這種情形下：具有主權所有權的人死去之後根本沒有給群眾留下任何主權者，也就是沒有給他們留下任何大家應統一在他身上，因而能做出任何統一行動的代表者，於是他們便不能選舉任何新君主；這樣一來每一個人便都有平等的權利臣服於他認為最能保護他的人；如果可能的話，他還會用自己的武器來保衛自己，那樣就是回到混亂狀態當中去，回到每一個人對每一個人的戰爭狀態當中去，和當初建立君主國的目的背道而馳。因此我們就可以顯然看出，君主國一旦按約建立，就永遠將繼承者的問題交給在位的國王根據其判斷與意志處理了。

 但是由誰任命君王則不總是確定的：答案是：

有時還會發生在位之王指定繼承其權力的人是誰的問題。這一問題可以根據他明確的語言和遺囑決定，也可以根據其他充分的默認表示來決定。

這意味著：

當他在世時以口頭或書面的方式，通過明確的話語或遺囑來宣佈，如羅馬最初的幾位皇帝宣佈其繼承人的情形就是這樣。

要注意的是，這並沒有任何血緣關係：

因為繼承人一詞本身並不意味著傳位者的子女或近親，而只是指任何人以任何方式宣佈的應繼承他的地位的任何人。因此，如果一個國王以口頭或書面方式明確地宣佈某某人將成為其繼承人，那麼這人在前任國王死後馬上就具有當國王的權利。

然而，實際上這代表了：

但在沒有遺囑或明確的話語的地方，就要遵從代表意志的其他自然表示，其中有一種就是習慣。因此，在習慣規定絕對應由最近的親屬繼位的地方，最近的親屬便有繼位的權利。因為在位之王不願如此的話，他在世時是很容易宣佈這一點的。

所以在現實中我們首先會挑選嫡長子（長子繼承制）。

#### 宗教
在“利維坦”，霍布斯明確指出，主權有權干預宗教信仰與教條，而且如果不這樣做的話，他是自起爭端。霍布斯提出了他自己的宗教理論，但指出他會順從主權的意志（當主權被重新建立，再次提醒讀者：“利維坦”是在內戰期間所寫），無論主權的理論是否合理。塔克認為，它標誌著霍布斯是宗教戰爭後共和國的宗教政策的支持者。

#### 稅制
霍布斯也探究了主權徵稅的問題，不過他的經濟理論並不如政治理論受到重視。霍布斯相信正確的平等也包括了徵稅的平等。稅制的平等並不基於財富的平等，而是根據他對於國家法律的維護與維持所盡的心力。霍布斯也支持國家應該要幫助那些無法自力更生的人，這便從國家的稅收裡支出。

## 論基督教國家
在第三部分，霍布斯試圖考察“基督教”國家的本質。首要的問題便是，我們要信奉哪本聖經，以及為什麼。如果任何人聲稱超自然的啟示比起民事法來得重要，那麼國家便會出現混亂，霍布斯強烈希望避免這種情況。 因此霍布斯在開頭便聲明，我們並無法確定某個人的話是否為上帝的啟示。

當上帝對人傳諭時，要不是直接傳示，便是通過另一個曾經直接聽過他諭旨的人轉達。上帝怎樣直接對人傳諭，聽到過傳示的人是完全能理解的；但另一人能怎樣理解這一點則縱使不是不可能知道，也是很難知道的。如果一個人向我聲稱上帝以超自然的方式直接向他傳了諭，而我又感到懷疑，我就很難看出他能提出什麼論據來讓我不得不相信。誠然，這人如果是我的主權者，他便可以強制我服從，使我不用行動或言辭表示我不相信他的話，但卻不能讓我不按理性驅使我的方式去思想。要是一個沒有這種權力管轄我的人那樣聲言的話，他就沒有什麼東西能強使我相信或服從。

這是好事，但如果過於熱切追求，會導致聖經被全盤拒斥。 因此，霍布斯認為我們需要一種檢驗方式：真正的檢驗是在研究聖經的篇章之上:

這樣就顯然可以看出，唯有傳佈上帝已經確立的教義和顯示可以立即實現的奇蹟兩者結合起來才是聖經上讓人承認一個真先知——也就是承認直接的神啟的標誌，任何一項單獨說來都不足以使另外一個人不得不尊重他所說的話。

聖經自從我們的救主以後就代替了，而且充分地補償了一切其他預言的短缺。通過明智而淵博的解釋，再加上精心的推理，我們對上帝和人類的義務的知識所必需的一切法則和誡條都很容易從聖經中推論出來，而無須神靈附體或超自然的神感。我討論地上的基督教體系國家的最高統治者的權利，以及基督教臣民對其主權者的義務時，則正是要從《聖經》中去尋找原理。

“奇蹟既然已經絕跡”，這意味聖經是唯一可以被信賴的。霍布斯接著討論了聖經當中不同教派都接受的各個篇章還有那些不同教派之間爭論不休的議題，還有聖經是從甚麼時候開始獲致其權威性。霍布斯認為，沒有人能知道這是否為神的話語，這點是很清楚的（雖然所有基督徒都相信它），唯有那些上帝以超自然方式啟示的人能夠明白。因此，真正的問題是：以聖經經文做為法律有什麼的正當性?毫無疑問，霍布斯的結論是，這是沒有辦法被確定的，因此政府仍應該採用民法作為法律依據。

因之，一個人如果沒有得到上帝的超自然啟示，說明這是他的律法，也沒有以這種方式說明公佈這種法律的人是他差遣來的，那麼除了根據其所發命令具有法律效力的那種人的權威以外，他就沒有義務服從。也就是說，除開根據國家賦托給主權者（唯一具有立法權的人）身上的權威以外，根據任何其他權威他都沒有義務要服從。

他討論了十誡，並問道: “這兩塊法板的法律約束力究竟是誰賦與的。無疑，它們是由上帝親自制定為法律的。但法律除開對於承認其為主權者的行為的人以外，並沒有約束力，而且也不成其為法律。以色列人既不得走近西乃山聽上帝對摩西傳諭，那麼他們又為什麼必須服從摩西提交給他們的這一切法律呢？其中有些的確是自然法，如第二法板便整個全是，所以這些法就應當認為是不但適用於以色列人、而且適用於所有的人的神律。"並得出結論，制定宗教法典之權，也就是將《聖經》規定為法律之權原先便是屬於世俗主權者的。最後，現在我們要討論的問題是一個人已經是世俗主權者而同時又皈依了基督教，他在教會中的職分是什麼。"答案是"主權者都稱為萬民之牧（教士）；因為任何臣民除開得到他們的允許和批准以外，都不能合法地向百姓宣教。在第三部分中有相當大的篇幅都在探討聖經。然而，一旦接受了霍布斯的最初論證（即沒有人能夠知道其他人所接受的啟示），根據他的邏輯，他的結論也必須要被接受。（宗教權力從屬於民政府）。對於聖經的詳盡討論對於該時代應該是相當有必要的。世俗政府擁有最高主權如霍布斯所見是相當必要的，因為內戰中許多教派起而騷動，霍布斯用了相當多的篇幅，目標是要擊退羅馬教皇的挑戰。

## 论黑暗王国
霍布斯将他的书的第四部分命名为“黑暗王国”。霍布斯所说的黑暗并不是地狱（他不相信地狱或炼狱），而是指无知的黑暗，与真知的光明相对。霍布斯的解释在很大程度上是非正统的，因此在他所认为的对圣经的误解中看到了很多黑暗。
从这个角度来看，黑暗王国……不过是一群骗子的联盟，他们为了在现世统治人类，试图通过黑暗和错误的教义，消灭他们心中的光明……
霍布斯列举了造成这种黑暗的四个原因。
第一个原因是通过曲解教义而导致熄灭了圣经的光芒。霍布斯认为，主要的滥用是教导人们在教会中可以找到上帝的王国，从而破坏了公民主权的权威。在他看来，另一种普遍滥用圣经的做法是将奉献变成咒语或愚蠢的仪式。
第二个原因是异教诗人的恶魔学，在霍布斯看来，所谓的恶魔不过是大脑的其中一项构成。霍布斯接着批评了他所看到的天主教的许多做法：“现在，对于罗马教会现在实行的对圣徒、图像、圣髑和其他东西的崇拜，我认为它们是上帝的话语所不允许的”。
第三是将宗教的各种圣髑和古希腊哲学（尤其是亚里士多德）的许多虚荣和错误哲学与圣经混合在一起。霍布斯没有时间理会各种争论不休的哲学家派别，他反对人们所接受的“从亚里士多德的公民哲学中，他们学会了把除了大众（例如当时的雅典国家）之外的所有形式的国家称为暴政”。在这段话的最后，有一个有趣的部分（黑暗正在压制真正的知识并引入谎言），这似乎与伽利略·伽利莱的发现有关。“我们自己的航行表明，现在所有精通人类科学的人都承认，存在着对跖点”（即地球是圆的）“……尽管如此，人们……还是受到了教会权威的惩罚。但这有什么理由呢？是因为这些观点与真正的宗教相悖吗？如果它们是真的，那就不可能了。”然而，霍布斯很乐意在必要时压制真相：如果“他们倾向于扰乱政府，比如纵容叛乱或煽动叛乱？那就让他们闭嘴，惩罚教师”——但只能由民政当局来惩罚。
第四种方法是将虚假或不确定的传统与虚假或不确定的历史混为一谈。
霍布斯最后总结了谁会从他诊断的错误中获益：
西塞罗高度赞扬了卡西家族的一位法官，他是罗马人中一位严厉的法官，因为他在刑事案件中有一个习惯（当证人的证词不够充分时），即询问原告“谁是受益者”；也就是说，被告从这一事实中获得了什么利益、荣誉或其他满足感，或者期望获得什么利益、荣誉或其他满足感。因为在推定中，没有比诉讼的好处更明显地表明原告是谁了。
霍布斯的结论认为受益者为教会和教士。

## 批判分析
安东尼·戈特利布指出，霍布斯的政治哲学很可能受到欧洲宗教战争和英国内战等宗派冲突时代的影响。这些暴力事件促使他将和平与安全视为政府的最终目标，必须不惜一切代价实现。英国历史学家休·特雷弗-罗珀总结这本书：“公理是恐惧；方法是逻辑；结论是专制。”

## 对后世的影响
《利维坦》自出版以来，影响了许多著名的思想家、政治家和哲学家，尽管有些人不完全认同霍布斯的绝对权力论，但他们都从霍布斯的分析中获得了启发，将其融入各自的哲学或政治理论中，推动了现代政治思想的发展。
1. 让-雅克·卢梭：卢梭虽然在某些方面与霍布斯的观点不同，但他受到了《利维坦》中社会契约思想的启发，发展了自己的社会契约论，尤其是关于个人自由与社会共同体之间关系的理论。
2. 约翰·洛克：洛克在一定程度上推崇《利维坦》中对国家权力的分析，尽管他认为霍布斯的“绝对主权”观念过于极端，但洛克也承认社会契约对于政府合法性的重要性。他的契约理论为宪政民主提供了理论支持。
3. 大卫·休谟：休谟推崇霍布斯对人性的剖析，尽管他对霍布斯的悲观人性观有所批评，但他赞同《利维坦》中关于社会秩序和权威的重要性的论述，认为霍布斯对权力本质的探讨具有深远价值。
4. 亚当·斯密：斯密推崇霍布斯对人类动机和自利行为的分析，这种人性观在斯密的经济学思想中也得到了体现，尤其是关于市场自发秩序的理论。
5. 亚历山大·汉密尔顿：美国开国元勋之一汉密尔顿受到《利维坦》中中央权力论述的影响，在他参与起草《联邦党人文集》时，引用了霍布斯的观点，认为强有力的政府是维持国家团结和秩序的关键。
6. 卡尔·施密特：20世纪的德国政治学家卡尔·施密特非常推崇《利维坦》，他认同霍布斯关于主权与秩序的观念，并在其“政治决定论”中反映了霍布斯的国家强权理论，认为国家必须有绝对主权以确保社会的稳定。
7. 列夫·托尔斯泰：俄国作家托尔斯泰推崇霍布斯对战争状态的描写，并在自己的作品中反映了《利维坦》对人性和政治权力的深刻理解。他在探索社会结构和权威的作品中，借鉴了霍布斯的思想。
8. 艾萨克·牛顿：虽然牛顿与政治哲学无关，但他对霍布斯严谨的逻辑推理方式和对自然现象解释的思想深受影响。他推崇《利维坦》中严密的逻辑构建方式，这种方式间接影响了他的科学研究方法。
9. 托马斯·杰斐逊：杰斐逊虽然没有完全接受霍布斯的权力理论，但他推崇《利维坦》中的社会契约思想，并基于此发展了自己的民主观念。他认为国家权力必须基于人民的同意，这种思想在《独立宣言》中得到了体现。